# カルロス・ヘルナンデス (左投手)
カルロス・エンリケ・ヘルナンデス（Carlos Henrique Hernández, 1980年4月22日 - ）は、ベネズエラのカラボボ州出身の元プロ野球選手（投手）。左投両打。

## 経歴
1997年にヒューストン・アストロズと契約。
2001年8月18日、ピッツバーグ・パイレーツ戦で先発し、21歳でメジャーデビュー。7回無失点で勝利投手となった。
2002年には21試合に先発し7勝（5敗）を挙げた。アストロズ傘下でプレーしていたが2005年10月15日にFAとなった。
2006年開幕前の3月に第1回WBCのベネズエラ代表に選出された。
同年4月6日にアストロズと再契約。10月15日にFAとなった。
2008年7月28日、タンパベイ・レイズとマイナー契約。
2009年11月9日にFAとなったが、12月8日にレイズと再契約。
2010年11月6日にFAとなった。
2012年、メキシカンリーグ・メキシコシティ・レッドデビルズに入団。5試合に登板し、2勝0敗だった。
2013年は9試合に登板した。
ベネズエラのウィンターリーグには2006-2007年シーズンからナベガンテス・デル・マガジャネスに参加。2017-2018年シーズンのプレーを最後にプロ野球選手としての活動は見られない。

## 選手としての特徴
140キロ前半の速球に切れのいいカーブ、チェンジアップ、スライダーを武器とする。

## 詳細情報

### 年度別投手成績
| 年 度    | 球 団    | 登 板 | 先 発 | 完 投 | 完 封 | 無 四 球 | 勝 利 | 敗 戦 | セ 丨 ブ | ホ 丨 ル ド | 勝 率 | 打 者 | 投 球 回 | 被 安 打 | 被 本 塁 打 | 与 四 球 | 敬 遠 | 与 死 球 | 奪 三 振 | 暴 投 | ボ 丨 ク | 失 点 | 自 責 点 | 防 御 率 | W H I P |
| -------- | -------- | ----- | ----- | ----- | ----- | -------- | ----- | ----- | -------- | ----------- | ----- | ----- | -------- | -------- | ----------- | -------- | ----- | -------- | -------- | ----- | -------- | ----- | -------- | -------- | ------- |
| 2001     | HOU      | 3     | 3     | 0     | 0     | 0        | 1     | 0     | 0        | 0           | 1.000 | 70    | 17.2     | 11       | 1           | 7        | 0     | 0        | 17       | 2     | 0        | 2     | 2        | 1.02     | 1.02    |
| 2002     | HOU      | 23    | 21    | 0     | 0     | 0        | 7     | 5     | 0        | 0           | .583  | 495   | 111.0    | 112      | 11          | 61       | 5     | 3        | 93       | 1     | 2        | 56    | 54       | 4.38     | 1.56    |
| 2004     | HOU      | 9     | 9     | 0     | 0     | 0        | 1     | 3     | 0        | 0           | .250  | 200   | 42.0     | 50       | 11          | 23       | 0     | 5        | 26       | 1     | 0        | 31    | 30       | 6.43     | 1.74    |
| MLB：3年 | MLB：3年 | 35    | 33    | 0     | 0     | 0        | 9     | 8     | 0        | 0           | .529  | 765   | 170.2    | 173      | 23          | 91       | 5     | 8        | 136      | 4     | 2        | 89    | 86       | 4.54     | 1.55    |

### 代表歴
- 2006 ワールド・ベースボール・クラシック・ベネズエラ代表